# Citrullus colocynthis
Citrullus colocynthis, ook wel kolokwint, kwintappel, bitterappel of wijnstok van Sodom genoemd, is een woestijnplant die algemeen voorkomt in het Middellandse Zeegebied en het Midden-Oosten (onder meer in Turkije en Israël). De gele vruchten lijken op kleine pompoenen, maar de pulp is bijzonder bitter en zeer giftig. 
De naam waaronder de plant vóór 1753 bekend was, is Colocynthis citrullus, maar Linnaeus gaf de soort de naam Cucumis colocynthis, waarbij hij dus de oude geslachtsnaam als de soortaanduiding gebruikte. De soort werd in 1838 door Heinrich Adolf Schrader in het twee jaar eerder door hem gecreëerde geslacht Citrullus geplaatst.

## Voorkomen en verspreiding
Citrullus colocynthis is inheems in grote delen van het Middellandse Zeegebied en Azië en is een overblijvend kruid die groeit op zandachtige grond in droge streken. De plant groeit zowel op zeeniveau als op grotere hoogten, tot ca. 1500 meter. Het verspreidingsgebied loopt van de westkust van Noord-Afrika tot India en van Zuid-Europa (Spanje) tot de noordkust van de Kaspische Zee. De plant wordt her en der op kleine schaal gecultiveerd vanwege de toegeschreven medicinale eigenschappen. De plant is uitstekend bestand tegen grote droogte en extreme opwarming.

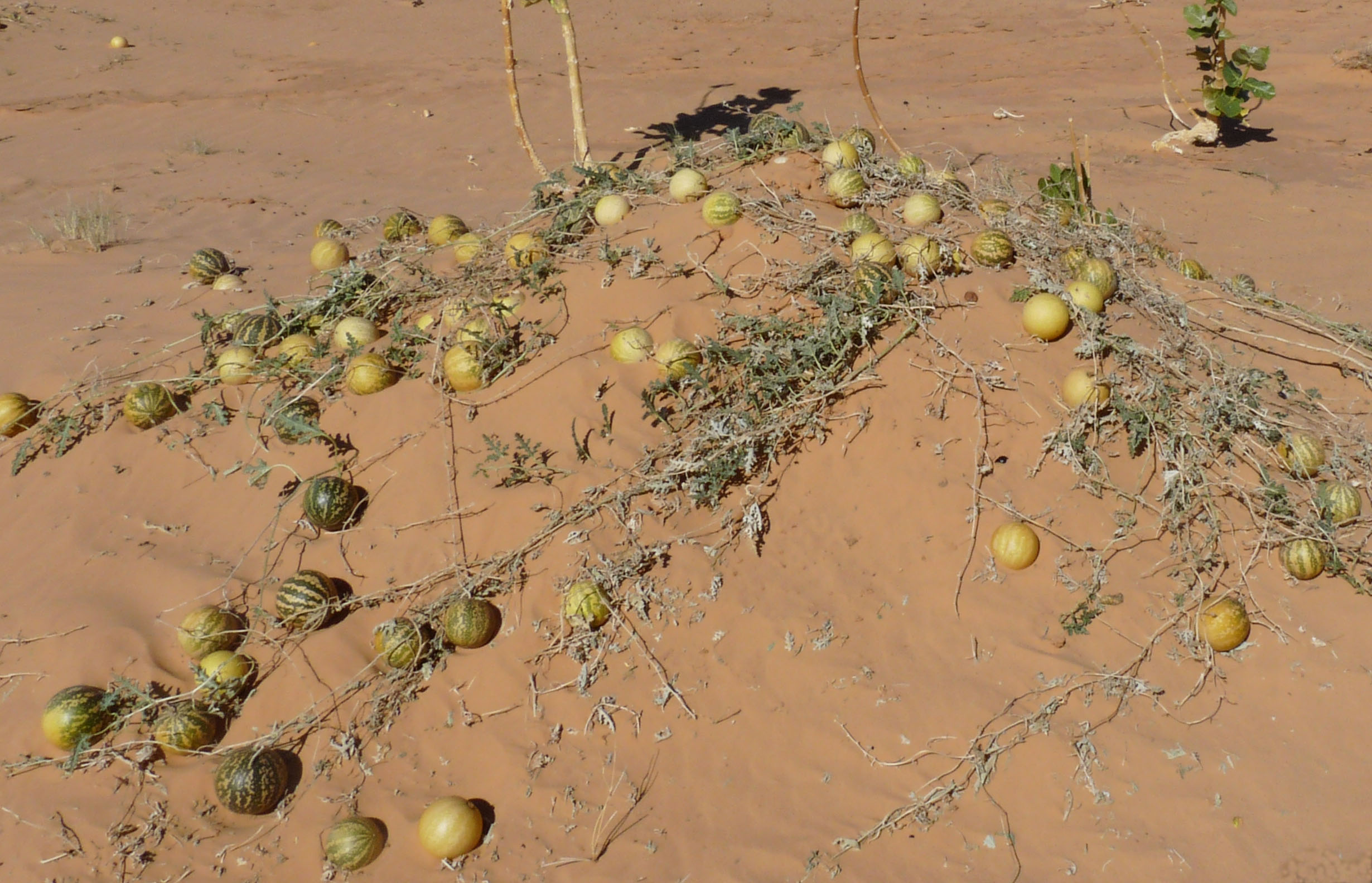
Citrullus colocynthis in de regio Adrar, Mauritanië.

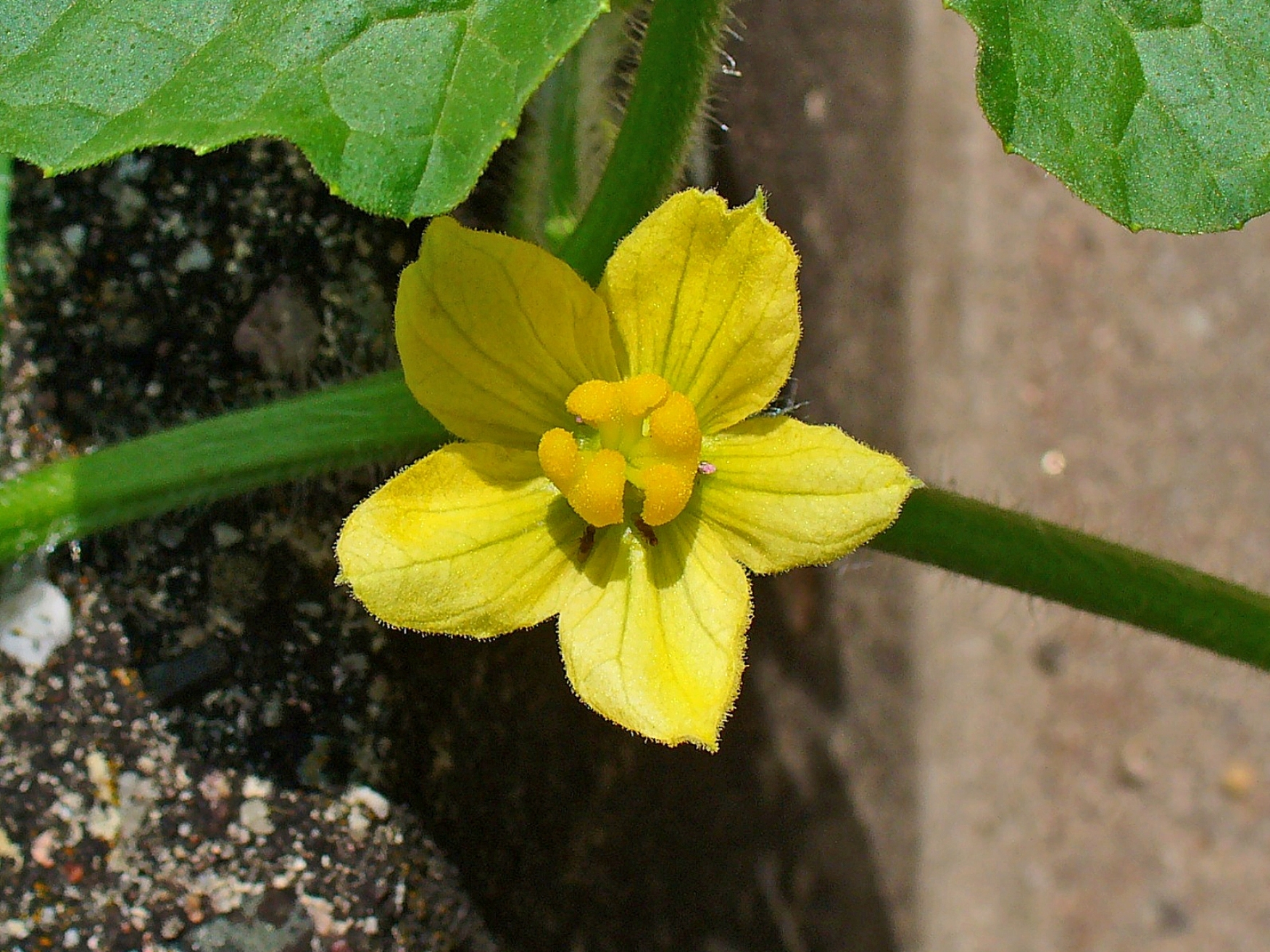
Mannelijke bloem van Citrullus colocynthis.

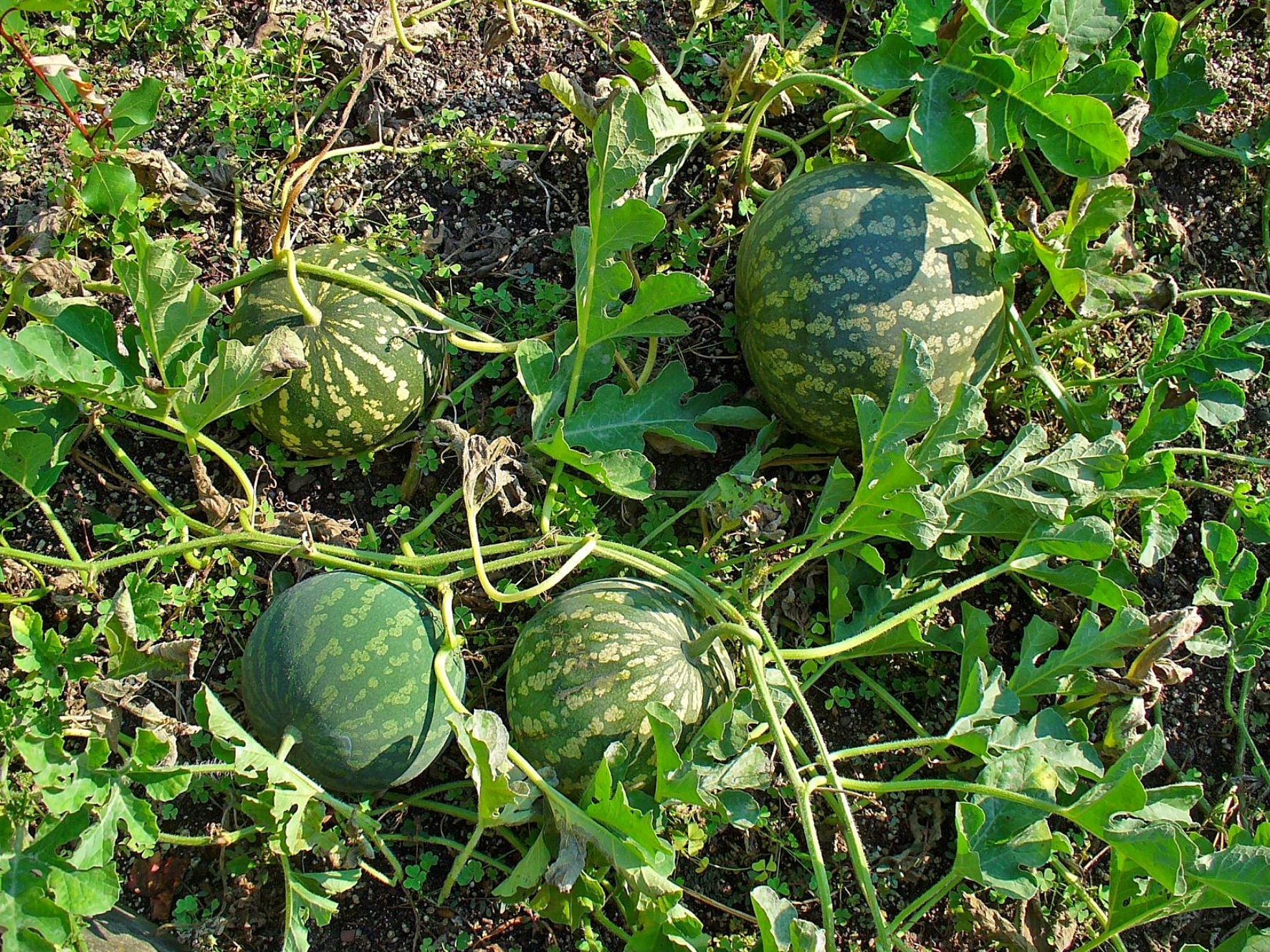
Rijpe vruchten van Citrullus colocynthis.

## Kenmerken van de plant

### Wortels en stengels
Citrullus colocynthis heeft een vlezige witte, vertakte wortel die diep de grond in gaat; mede hierdoor is de plant uitstekend bestand tegen langdurige droogte. De kruidachtige, behaarde stengels zijn hoekig vertakt en kruipen over de grond. Met behulp van hechtranken klimt de plant over stenen en andere begroeiing.

### Bladeren
De bladeren lijken op die van de watermeloen; ze zijn palmvormig, diep ingesneden, met 3 tot 7 lobben.

### Bloemen
De bloemen zijn geel en staan solitair in de bladoksels op een groen-gele bloemsteel. De bloemkroon en kelk zijn beide vijfdelig. De bloemen zijn eenhuizig; dit wil zeggen dat er op één en dezelfde plant zowel mannelijke als vrouwelijke bloemen aanwezig zijn.

### Vruchten
De ronde vruchten hebben een doorsnede van ca. 5 cm. Ze hebben een harde, gladde schil waarop naarmate de vruchten rijpen, veelal gele strepen verschijnen. De vrucht is gevuld met zacht, droog en sponzig vruchtvlees waarin de zaden in rijen liggen. Het vruchtvlees heeft een bijzonder onaangename, bittere smaak. Elke plant brengt 15 tot 30 vruchten voort.

### Zaden
De zaden zijn grijs en zijn ca. 5 mm lang en 3 mm breed. Ze zijn eetbaar, maar net als het vruchtvlees bitter, met een licht nootachtige smaak. Ze zijn rijk aan vet en eiwit. Om die reden wordt er ook olie uit geperst.

## Gebruik
Citrullus colocynthis heeft een sterk laxerende werking en werd daarom vroeger gebruikt als drastisch purgeermiddel (zuiveringsmiddel, laxeermiddel). In de middeleeuwen werd de plant in gedroogde vorm ook wel gebruikt als medicijn tegen de weerwolf en tegen "manie". De kenmerkende zaden zijn bij verschillende opgravingen in Noord-Afrika en het Midden-Oosten aangetroffen, met name in Egypte, Israël en Libië. De opgegraven zaden zijn gedateerd van 3800 voor Chr. tot de Romeinse tijd. Meer recent is er aandacht voor de ontstekingsremmende en schimmelwerende eigenschappen. Er is ook onderzoek gaande naar de geschiktheid als biobrandstof en als bodemverbeteraar.
Op grond van het Nederlandse Warenwetbesluit Kruidenpreparaten is de verwerking van Citrullus colocynthis in geneesmiddelen en kruidenpreparaten op dit moment verboden.

## De kolokwint in de Bijbel
In het Oude Testament (2 Koningen 4:38-41) geeft de profeet Elisa tijdens een hongersnood opdracht om een grote pot moes (soep) te koken. Bij het zoeken naar kruiden vindt iemand een wilde wijnstok en plukt zijn kleed vol wilde "kolokwinten". De soep wordt hierdoor zo bitter dat hij oneetbaar wordt. "De dood is in de pot", roepen degenen die hem eten uit. Door meel aan de soep toe te voegen neemt Elisa de bitterheid en giftigheid weg, zodat de soep alsnog eetbaar wordt. De vrucht die in de Nederlandse vertalingen wordt aangeduid als "kolokwint", wordt in het Hebreeuws ”pakuoth-sadh” genoemd. Toen de Statenvertaling gemaakt werd, bestond het woord "kolokwint" niet in het Nederlands. De Nederlandse vertalers hebben de aanduiding van de bittere plant overgenomen uit de Griekse tekst die zij als basis voor hun vertaling gebruikten (Grieks κολοκυνθίς "kolokunthis") en deze naam vernederlandst, wat het nieuwe woord "kolokwint" opleverde. De kolokwint komt ook voor in 1 Koningen 6 waar het gaat over de bouw van de tempel van Salomo. In 1 Koningen 6:18 gaat het over het houtsnijwerk binnen in de tempel met kolokwinten en ontluikende bloemen.